# Административное деление Брянска

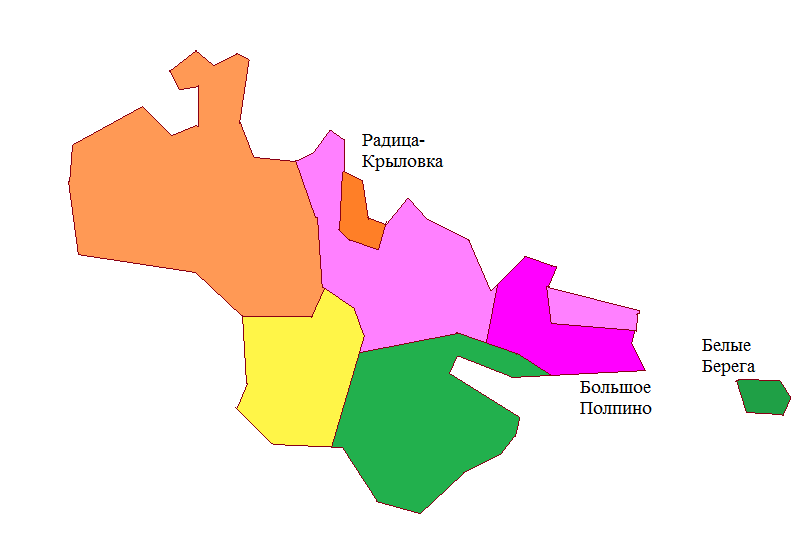
Районы Брянска
Бежицкий
Володарский
Советский
Фокинский

Город Брянск, административный центр одноимённой области, разделён на 4 городских района (внутригородских административных района).
В рамках административно-территориального устройства области Брянск является городом областного значения.
Районам Брянска подчинены 3 городских населённых пункта — посёлка (городского типа) —, вместе с которыми в рамках муниципального устройства город образует одноимённое муниципальное образование город Брянск со статусом городского округа.
Городские районы не являются муниципальными образованиями.

## Городские районы
| №        | Район              | Население | Код ОКАТО  |
| -------- | ------------------ | --------- | ---------- |
| 1        | Бежицкий район     | ↘136 649  | 15 401 365 |
| 2        | Володарский район  | ↘63 524   | 15 401 370 |
| 3        | Советский район    | ↗115 206  | 15 401 375 |
| 4        | Фокинский район    | ↘63 773   | 15 401 380 |
| 4.000001 | итого город Брянск | ↘372 123  | 15 401     |

## Населённые пункты
| № | Населённый пункт | Тип населённого пункта | Подчинение        | Население |
| - | ---------------- | ---------------------- | ----------------- | --------- |
| 1 | Брянск           | город                  |                   | ↘372 123  |
| 2 | Белые Берега     | посёлок (пгт)          | Фокинский район   | ↘7412     |
| 3 | Большое Полпино  | посёлок (пгт)          | Володарский район | ↘5859     |
| 4 | Радица-Крыловка  | посёлок (пгт)          | Бежицкий район    | ↘3151     |

## История
22 июня 1951 года Указом Президиума Верховного Совета РСФСР №742/9 в городе Брянске были образованы 3 района — Володарский, Советский, Фокинский. 2 июня 1956 года в соответствии с Указом Президиума Верховного Совета РСФСР из упразднённого города Бежица, включённого в городскую черту Брянска, был образован четвёртый городской район — Бежицкий.